# Platinum fulminat
Platinum fulminat je primarni eksploziv koji je fulminatna so platine koju je otkrio Edmund Davi. 
Platinum fulminat je moćno i eksplozivno hemijsko jedinjenje koje se često koristi u vojnoj industriji zbog svojih eksplozivnih osobina. Ovo jedinjenje se najčešće koristi kao inicijator za detonaciju u vojnim i industrijskim eksplozivima, kao i u drugim aplikacijama koje zahtevaju snažnu eksplozivnu reakciju. Međutim, važno je istaći da je platinum fulminat veoma opasna supstanca i zahteva ekstremne mere opreza u rukovanju.
Hemijski sastav platinum fulminata je složen i uključuje platinski atom kao centralni atom, okružen ugljenikom, azotom i kiseonikom. Ova struktura čini platinum fulminat veoma osetljivim na spoljne faktore kao što su udarci, trenje ili toplota, što može izazvati naglu i nekontrolisanu eksploziju. Zbog ove karakteristike, platinum fulminat se koristi sa velikom pažnjom i samo iskusni stručnjaci se bave rukovanjem ovom supstancom.
Pored svoje primene u vojnoj industriji, platinum fulminat je takođe istraživan u akademskim krugovima kao hemijsko jedinjenje od posebnog interesa zbog svojih jedinstvenih osobina. Njegova struktura i reaktivnost pružaju uvid u hemijske procese i osobine platine kao elemenata, što ima širok spektar primena u hemiji i tehnologiji.
U praksi, platinum fulminat se često koristi kao osnovni sastojak u inicijatorima za detonaciju eksploziva, gde se koristi za brzo i efikasno iniciranje lančane reakcije eksplozije. Osim toga, platinum fulminat može biti i tema istraživanja u oblastima kao što su nanotehnologija i materijali sa posebnim osobinama, gde platinin atom igra važnu ulogu.

## Hemijska struktura i svojstva
Platinasti fulminat se formira reakcijom platine sa fulminskom kiselinom. Međutim, zbog izuzetne nestabilnosti fulminske kiseline, ovo jedinjenje se proizvodi indirektnim metodama. Fulminati su generalno vrlo nestabilni i eksplozivni, a platinasti fulminat nije izuzetak. Njegova ekstraktna struktura i osobine nisu detaljno istražene zbog ovih rizika.
Fulminat platine ima hemijsku formulu Pt(CNO)
2. Sastoji se od centralnog jona platine(II) okruženog sa dva linearna cijanatna liganda. Molekul ima tetragonalnu geometriju.
Fulminat platine je žuta ili bela kristalna supstanca koja je nerastvorljiva u vodi. Ima gustinu od 4,76 g/cm³ i tačku topljenja od 210 °C (410 °F; 483 K).

## Labaratorijska ispitivanja i priprema
Platinum fulminat se, zbog svoje eksplozivne prirode, koristi sa velikim oprezom u laboratorijskim istraživanjima. Njegova primena je relativno ograničena, ali postoji nekoliko područja gde se može koristiti.
1. Detonatori: Platinum fulminat se koristi kao osnovni sastojak u detonatorima. Detonatori se koriste za iniciranje eksplozija u kontrolisanim uslovima, kao što su u rudarstvu ili u industriji za eksplozivno razbijanje stena ili otvaranje rudnih nalazišta. Međutim, zbog eksplozivnosti platinum fulminata, ova primena zahteva posebne mere sigurnosti i stručnost prilikom rukovanja.
2. Hemikalije za testiranje eksploziva: Platinum fulminat se koristi kao standardna referentna supstanca za testiranje i poređenje eksplozivnih svojstava drugih materijala. U laboratorijskim istraživanjima koja se bave hemijom eksploziva, platinum fulminat se može koristiti kao kontrolna supstanca za određivanje snage eksplozije ili za razvoj novih eksplozivnih materijala.
3. Istraživanje detonacija: Platinum fulminat se koristi u laboratorijskim istraživanjima detonacija kako bi se proučile brzine reakcija, mehanizmi detonacije i karakteristike eksplozivnih materijala. Ova istraživanja mogu biti od interesa u oblasti vojne tehnologije, sigurnosti i razvoja novih materijala.

Fulminat platine se obično priprema reakcijom rastvora heksahloroplatinatne(IV) kiseline sa etanolom u prisustvu natrijum hidroksida. 
Reakcija se odvija na sledeći način:
H
2PtCl
6 + 6 C
2H
5OH + 4 NaOH → Pt(CNO)
2 + 6 NaCl + 6 H
2O

## Područja ispitivanja
Platinum fulminat se, zbog svoje eksplozivne prirode, generalno koristi samo u ograničenim područjima istraživanja. Međutim, postoje neka specifična područja gde se može koristiti kao deo istraživačkih aktivnosti. Neki od tih područja uključuju:
1. Eksperimentalna hemija: Platinum fulminat se može koristiti u eksperimentalnoj hemiji kao deo sinteze ili reakcija koje zahtevaju eksplozivnu reaktivnost. Ovo se može primeniti u kontekstu razvoja novih jedinjenja ili proučavanja reakcionih mehanizama pod ekstremnim uslovima.
2. Forenzika i kriminalistika: Platinum fulminat može se koristiti u forenzičkim istraživanjima kao referentna supstanca za analizu i identifikaciju eksplozivnih ostataka na mestima zločina. On može poslužiti kao standard za upoređivanje i verifikaciju rezultata analiza uzoraka.
3. Energetska istraživanja: Platinum fulminat se ponekad koristi u istraživanjima energetike, posebno u proučavanju eksplozivnih materijala i njihovih karakteristika. To može uključivati proučavanje energetskih vrednosti, brzina detonacije i drugih parametara relevantnih za energetsku efikasnost i sigurnost.

## Alternativa Platinum fulminata
Ove alternative se koriste kako bi se smanjio rizik od eksplozija i olakšalo rukovanje u laboratorijskim uslovima. Neki od zamenskih materijala uključuju:
1. Drugi fulminati: Umesto platinum fulminata, mogu se koristiti drugi fulminati kao alternativa. Na primer, srebrni fulminat (AgCNO) je jedan od najčešće korišćenih zamenskih materijala. Iako je srebrni fulminat takođe eksplozivan, smatra se da je nešto manje osetljiv na stimulanse u odnosu na platinum fulminat.
2. Bezazotni eksplozivi: Bezazotni eksplozivi su supstance koje ne sadrže azot u svojoj hemijskoj strukturi i imaju manju osetljivost na udare i trenje. Primeri bezazotnih eksploziva uključuju triazido benzen (TATB), heksogen (RDX) i oktogen (HMX). Ovi materijali se često koriste kao sigurnije alternative u istraživanjima eksplozivnih materijala.
3. Simulacije i modeliranje: Umesto korišćenja eksplozivnih materijala direktno u laboratoriji, simulacije i modeliranje se mogu koristiti za proučavanje eksplozivnih svojstava. Napredni računarski programi i simulacije omogućavaju istraživačima da virtuelno proučavaju eksplozije i analiziraju parametre bez stvarnog rukovanja eksplozivnim materijalima.

Korišćenje alternativa za platinum fulminat zavisi od specifičnih istraživačkih potreba i uslova. Važno je da istraživači pridržavaju sigurnosnih smernica i propisa prilikom rukovanja bilo kojom eksplozivnom supstancom ili zamenskim materijalom.

## Sinteza i Reaktivnost
Zbog opasnosti koje sa sobom nosi rukovanje fulminatima, detalji o sintezi platinastog fulminata su ograničeni i obavijeni dodatnim merama opreza. Sinteza obuhvata reakcije platine sa jedinjenjima koja oslobađaju fulminsku kiselinu ili njene derivate pod kontrolisanim uslovima.

## Eksplozivna svojstva
Fulminat platine je izuzetno moćan eksploziv sa brzinom detonacije od oko 4.200 m/s. Ima relativnu snagu od oko 1,5 u odnosu na trotil. Osetljiv je na udar, toplotu i trenje, što ga čini veoma opasnim za rukovanje.

## Upotreba
Zbog svoje visoke cene i nestabilnosti, upotreba platinastog fulminata je veoma ograničena u poređenju sa drugim fulminatima poput srebrnog i živinog fulminata. Potencijalne primene bi mogle uključivati veoma specifične tipove detonatora ili kao katalizatore u određenim hemijskim reakcijama. Ove komponente se koriste za aktiviranje glavnih eksploziva u municiji, poput dinamita i TNT-a, ali praktična upotreba je ograničena.

## Bezbednost i Rukovanje
Kao i kod drugih fulminata, platinasti fulminat je izuzetno osetljiv na udar, trenje, toplotu i električne iskre. Stroge mere opreza su neophodne prilikom rukovanja, skladištenja i transporta ovog jedinjenja. Potrebna je specijalizovana oprema i obuka za bezbedno rukovanje ovakvim materijalima.
Bezbednost i pravilno rukovanje eksplozivnim materijalima, uključujući platinum fulminat ili njegove alternative, od izuzetne su važnosti kako bi se minimizirao rizik od nesreća i povreda. Evo nekoliko ključnih smernica za bezbedno rukovanje:
1. Obuka i stručnost: Pre početka rukovanja eksplozivnim materijalima, osoblje mora biti adekvatno obučeno u vezi sa bezbednošću, pravilnom manipulacijom i postupcima u slučaju vanrednih situacija. Razumevanje svojstava materijala, sigurnosnih protokola i postupaka zaštite od eksplozija je ključno.
2. Sigurnosna oprema: Osoblje treba nositi odgovarajuću sigurnosnu opremu, uključujući zaštitne naočare, zaštitne rukavice, zaštitnu odeću i, gde je potrebno, zaštitne maske ili respiratore. Ova oprema pomaže u smanjenju rizika od povreda i izloženosti eksplozivnim materijalima.
3. Rad u kontrolisanim uslovima: Sve aktivnosti koje uključuju eksplozivne materijale treba da se izvode u kontrolisanim uslovima, kao što su posebne laboratorije ili prostorije sa odgovarajućim sigurnosnim merama. Ograničavanje pristupa neovlašćenim osobama i uspostavljanje zaštitnih barijera su takođe važni.
4. Pravilno skladištenje: Eksplozivni materijali trebaju biti pravilno skladišteni u posebnim kontejnerima ili ormanima koji su otporni na udarce i požare. Skladištenje treba biti odvojeno od drugih hemikalija ili materijala koji mogu izazvati reakcije. Takođe, treba se pridržavati propisa o skladištenju i transportu eksplozivnih materijala.
5. Postupanje s otpadom: Pravilno odlaganje otpada koji sadrži eksplozivne materijale je od velike važnosti. Treba se pridržavati propisa i smernica za odlaganje hemijskog otpada kako bi se izbegle štete po okolinu i rizik po zdravlje ljudi.

Fulminat platine je veoma nestabilna i opasna supstanca. Može eksplodirati čak i od najmanjeg udara ili trenja. Zbog toga se mora rukovati sa najvećim oprezom.

## Istorija i Otkriće
Istorija i otkriće platinastog fulminata nije dobro dokumentovana kao kod drugih, češće korišćenih fulminata. Generalno, interesovanje za fulminate poraslo je u 19. veku sa otkrićem njihovih eksplozivnih svojstava. Razvoj i istraživanje fulminata bilo je usmereno na pronalaženje stabilnijih i sigurnijih inicijatora za eksplozive. Ipak neka dokumenta pokazuju da je fulminat platine  prvi put sintetizovao Edvard Čarls Hauard 1800. godine. U početku se koristio kao zapaljiva supstanca u oružju sa kremenim okidačem. Međutim, njegova osetljivost i nestabilnost su ga učinili neprikladnim za ovu namenu.

## Zanimljivosti
Fulminat platine je bio prvi poznati inicijalni eksploziv.
Koristio se u ranim fotografijama kao izvor svetlosti za stvaranje bljeska.
Zbog svoje osetljivosti, fulminat platine se obično proizvodio u malim količinama i odmah se koristio.

## Zaključak
Iako platinasti fulminat može delovati kao marginalno jedinjenje u odnosu na ostale članove svoje grupe, njegova sinteza, osobine i potencijalne primene predstavljaju interesantno područje za istraživanje u hemiji eksploziva. Zbog svoje nestabilnosti i visoke cene, praktična upotreba je ograničena, ali proučavanje ovog jedinjenja može pružiti uvid u razumevanje eksplozivnih materijala i razvoj novih tehnologija u ovoj oblasti.